# Castianeira alfa
Castianeira alfa là một loài nhện trong họ Corinnidae.
Loài này thuộc chi Castianeira. Castianeira alfa được miêu tả năm 1969 bởi Reiskind.